# Xabier Azparren
Xabier Mikel Azparren Irurzun (ur. 25 lutego 1999 w San Sebastián) – hiszpański kolarz szosowy.
Azparren jest medalistą mistrzostw Hiszpanii w kolarstwie torowym.
Kolarzami byli również jego ojciec (Mikel Azparren) oraz brat (Enekoitz Azparren).

## Osiągnięcia
Opracowano na podstawie:

2016
- 1. miejsce w mistrzostwach Hiszpanii juniorów (jazda indywidualna na czas)

2017
- 2. miejsce w mistrzostwach Hiszpanii juniorów (jazda indywidualna na czas)

2019
- 1. miejsce w mistrzostwach Hiszpanii U23 (jazda indywidualna na czas)

2022
- 2. miejsce w Volta ao Alentejo
  - 1. miejsce na 1. etapie
- 3. miejsce w mistrzostwach Hiszpanii (jazda indywidualna na czas)

## Rankingi
| Rok             | 2019  | 2020  | 2021  | 2022 | 2023 | 2024  |
| --------------- | ----- | ----- | ----- | ---- | ---- | ----- |
| World Ranking   | 1622. | 1605. | 1727. | 795. | 683. | 2724. |
| UCI Europe Tour | 1079. | 1193. | 1189. | 598. | -    | -     |
|                 |       |       |       |      |      |       |
| Źródło: UCI     |       |       |       |      |      |       |